# Idril
Idril Celebrindal är en fiktiv rollfigur i Silmarillion av J. R. R. Tolkien. 

## Rollfiguren
Idril Celebrindal (på sindarin betyder hennes namn "silverfot") är Turgons, vars hustru Elenwë dog vid Helcaraxë, enda barn. Hon är gift med Tuor och mor till Eärendil Sjöfararen. På grund av hennes framstående alviska härstamning och hennes äktenskap med den dödlige Tuor, så är Idril en rollfigur av stor betydelse i Tolkiens fiktiva värld. Tillsammans med Orodreths dotter Finduilas och Curufins son Celebrimbor så är hon en av de tre noldor ur den tredje generationen som det berättas om i Silmarillon. Idril var älskad i hemlighet av sin kusin Maeglin, son till Eöl mörkalven och Aredhel, Turgons syster. Men hon avvisade hans närmanden på grund av hans mörka sinneslag och därför att de var alltför nära släkt.

### Biografi
När den dödlige människan Tuor, son till Huor anlände till den alviska staden Gondolin som en budbärare från Ulmo, herren av vattnen, han blev genast förälskad i kungens dotter Idril och hon i honom. I motsats till den första föreningen mellan alver och människor, den mellan Beren Lúthien, som kom till stånd först efter mycket lidande och många uppoffringar, tilläts Tuor och Idril att gifta sig utan svårighet. Detta berodde på att kung Turgon såg med välvilja på Tuor och nästan betraktade honom som sin egen son. Turgon kom också ihåg de sista orden som Huor förutspådde, att en "stjärna" skulle uppkomma genom föreningen av hans och Huors ätt. Idril och Tuors bröllop firades med stor munterhet och glädje och deras kärlek blomstrade i Gondolin. 
När Tuor kom till Gondolin så visste han om Ulmos varning om faran för Gondolin. Idril uppmuntrade Tuor att bygga en hemlig passage som en sista flyktväg för invånarna i staden om Gondolins fall inte skulle kunna undgås. Maeglin, kungens systerson, satt på Turgons högra sida och argumenterade mot Tuor för kungen. Tuors äktenskap med Idril uppretade Maeglin ytterligare och till slut, när hans plan att baktala Tuor inför kungen inte lyckades, gjorde han uppror mot Turgon och Tuor. Maeglin förvisades, men trotsade senare Turgons order om att inte vistas i bergen, där han tillfångatogs av orcher och fördes till Angband. Morgoth lovade honom både Gondolin och Idril i utbyte om han avslöjade var Godolin låg. Detta löfte kunde Maeglin inte motstå och han förrådde därför Gondolin till Morgoth. 
Maeglin återvände sedan till Gondolin utan att säga någonting om sitt möte med Morgoth. Många märkte dock en förändring i hans karaktär. De flesta tyckte att det var till det bättre, men Idril misstänkte något och hennes misstankar ledde till att arbetet på den hemliga passagen påbörjades. Under Gondolins fall när Morgoths horder omringade staden så avslöjade sig Maeglins sanna avsikter och han hotade att döda Tuors barn. Tuor tog då strid mot Maeglin och besegrade honom.
Efter Gondolins fall så blev Idril och Tuor ledare för de alver som flytt från Gondolin. De slog sig ner vid Sirions mynningar, där de senare blev fosterföräldrar till Elwing, dotter till Dior.
När Tuor åldrades så avseglade han med sitt skepp västerut och Idril följde med honom. Det anses av alverna och Dúnedain att Idril och Tuor kom till Valinor.